# Orchomene intermedia
Orchomene intermedia är en kräftdjursart som beskrevs av Gurjanova 1962. Orchomene intermedia ingår i släktet Orchomene och familjen Lysianassidae. Inga underarter finns listade i Catalogue of Life.